# Acolasis endopolia
Coenipeta endopolia là một loài bướm đêm trong họ Erebidae.